# Décès en août 2000
Décès
- 1996
- 1997
- 1998
- 1999
- 2000
- 2001
- 2002
- 2003
- 2004

Pour une information complémentaire, voir la page d'aide.

| Date     | Nom                    | Activités                                                                                              | Âge | Source |
| -------- | ---------------------- | --- | --- | ------ |
| 1er août | Benedetto Pola         | Coureur cycliste italien                                                                               | 85  |        |
| 4 août   | Halyna Zoubtchenko     | Artiste peintre et militante sociale ukrainienne                                                       | 71  |        |
| 5 août   | Tullio Crali           | Artiste peintre, aquarelliste, architecte et sculpteur italien                                         | 89  |        |
| 5 août   | Sir Alec Guinness      | Acteur britannique                                                                                     | 86  |        |
| 5 août   | Katharina Katzenmaier  | Religieuse allemande                                                                                   | 82  |        |
| 8 août   | Jess Barker            | Acteur américain                                                                                       | 88  |        |
| 10 août  | Walter E. Lautenbacher | Photographe allemand, fondateur d'Union des photographes artistiques professionnels en Allemagne (BFF) | 80  |        |
| 12 août  | Jean Carzou            | Artiste peintre, graveur et décorateur français d'origine arménienne                                   | 93  |        |
| 12 août  | Loretta Young          | Actrice américaine                                                                                     | 87  |        |
| 17 août  | Franco Donatoni        | Compositeur italien                                                                                    | 73  |        |
| 24 août  | Roland Lefranc         | Artiste peintre et lithographe français                                                                | 69  |        |
| 25 août  | Carl Barks             | Dessinateur américain                                                                                  | 99  |        |
| 25 août  | Bona                   | Artiste peintre, écrivaine et poète française                                                          | 73  |        |
| 29 août  | Mohamed Hamri          | Artiste peintre marocain                                                                               | 68  |        |
| 31 août  | Nodar Gabunia          | Compositeur et pianiste géorgien                                                                       | 67  |        |
| 31 août  | Patricia Owens         | Actrice canado-américaine                                                                              | 75  | (en)   |
| 31 août  | Yisha'ayahu Schwager   | Footballeur international israelien                                                                    | 54  |        |